# マリオン郡 (ケンタッキー州)

ケンタッキー州内の位置

マリオン郡（Marion County）は、アメリカ合衆国ケンタッキー州の郡である。人口は1万9581人（2020年）。郡庁所在地はレバノンである。この郡は軍人フランシス・マリオンの名を取って命名された。

## 地理
アメリカ合衆国統計局によると、この郡は総面積898 km2 (347 mi2) である。このうち897 km2 (346 mi2) が陸地で1 km2 (0 mi2) が水地域である。総面積の0.14%が水地域となっている。

### 隣接する郡
- ワシントン郡  (北)
- ボイル郡  (北東)
- ケーシー郡  (南東)
- テイラー郡  (南)
- ラルー郡  (南西)
- ネルソン郡  (北西)

## 人口動勢
2000年国勢調査で、この郡は人口18,212人、6,613世帯、及び4,754家族が暮らしている。人口密度は20/km2 (53/mi2) である。8/km2 (21/mi2) の平均的な密度に7,277軒の住宅が建っている。この都市の人種的な構成は白人89.17%、アフリカン・アメリカン9.12%、先住民0.09%、アジア0.43%、太平洋諸島系0.01%、その他の人種0.35%、及び混血0.82%である。ここの人口の0.79%はヒスパニックまたはラテン系である。
この郡内の住民は25.20%が18歳未満の未成年、18歳以上24歳以下が9.90%、25歳以上44歳以下が30.30%、45歳以上64歳以下が21.70%、及び65歳以上が12.80%にわたっている。中央値年齢は35歳である。女性100人ごとに対して男性は102.30人である。18歳以上の女性100人ごとに対して男性は101.60人である。
この郡内の世帯ごとの平均的な収入は30,387米ドルであり、家族ごとの平均的な収入は35,648米ドルである。男性は27,826米ドルに対して女性は20,699米ドルの平均的な収入がある。この郡の一人当たりの収入 (per capita income) は14,472米ドルである。人口の18.60%及び家族の15.80% は貧困線以下である。全人口のうち18歳未満の21.80%及び65歳以上の17.90%は貧困線以下の生活を送っている。

## 都市及び町
- レバノン（郡庁所在地）
- ブラッドフォーズビル
- レイウィック
- Loretto